# Kodomo no Jikan
Kodomo no Jikan (こどものじかん?   lit. "Hora de los Niños" o "la época de la infancia"), abreviado Kojika (こじか?) o simplemente KNJ, es un manga seinen mensual de la autora japonesa, Kaworu Watashiya, serializado por la editorial Futabasha y publicado en la revista de Action Comics, Comic High!. Se publicó por primera vez el 22 de mayo de 2005 y terminó el 12 de junio del 2013. Fue licenciado en Estados Unidos por Seven Seas Entertainment (bajo el título de Nymphet), pero finalmente cancelaron su publicación por las críticas que podrían recibir. Tuvo una adaptación al anime que se estrenó el 12 de octubre de 2007 por Chiba TV, pero con escenas censuradas (tanto verbales como visuales). Posteriormente, se hizo la continuación en cinco OVAs, llamadas: Kodomo no Jikan: Yasumi Jikan ~Anata ga Watashi ni Kuretamono~ (こどものじかん やすみじかん 〜あなたがわたしにくれたもの〜?), Kodomo no Jikan: Ni Gakki (こどものじかん 2学期?) y Kodomo no Jikan: ~Kodomo no Natsu Jikan~ (こどものじかん ～こどものなつじかん～?).

## Argumento
Kodomo no Jikan narra las desventuras que sufre un profesor recién egresado, llamado Daisuke Aoki de 23 años, que ingresa a la escuela primaria Futatsubashi (双ツ橋 小学校 Futatsubashi Shōgakkō?) como tutor. En su clase de 3.er grado, conocerá a Rin Kokonoe, una niña precoz de 7 años que sentirá una "atracción" hacia él y se autoproclama su novia, algo que le puede causar problemas a Daisuke y que le podría hacer perder su empleo y su reputación, de las cuales situaciones tendrá que encontrar una buena manera para salir de ellas sin quedar tampoco como mal profesor. Poco a poco esta relación se va volviendo más seria y Daisuke intentará ayudar a resolver los problemas que tiene esta niña y a sus dos amigas, Kuro Kagami y Mimi Usa (principalmente con sus familias), que, de algún modo, son parecidas a ella.

## Personajes
Daisuke Aoki (青木 大介 Aoki Daisuke?)
Seiyū: Junji Majima
Daisuke (23 años) es el profesor recién llegado y recién graduado; tutor de la clase 3-1 sustituyendo al anterior profesor, que tuvo que abandonar llevado por una crisis nerviosa producida por la actitud de los alumnos.
Como es su primer trabajo no tiene experiencia como maestro y es asignado como profesor de una clase particularmente hiperactiva; eso sumado a su personalidad débil e inocente y sin experiencia en el amor, lo conduce a ser arrastrado a situaciones comprometedoras con Rin Kokonoe y con el resto de profesores, especialmente con Shirai, una profesora de carácter fuerte e irascible, y Hōin, quien frecuentemente intenta buscar la manera para salir con él.
En un comienzo, a pesar de que Rin se siente atraída desde el inicio hacia él, es víctima de su pasiva agresividad nacida de la desconfianza por los malos tratos del anterior profesor, sin embargo, gracias a su actitud esforzada y su deseo, a veces desenfocado, por convertirse en una figura de confianza para los niños de su clase, se gana al poco tiempo el aprecio de la precoz niña.
A medida que pasa el tiempo, se marca especialmente su preocupación por las tres muchachas, reconociendo incluso en el manga que Usa despierta su instinto paternal y demostrando una constante preocupación por Rin y sus conflictos, especialmente su convivencia con Reiji y el destino que esta tendrá. Finalmente, ya en los últimos capítulos después de tres años como profesor, reconoce estar enamorado de Rin y debe lidiar con el conflicto que implica que sea menor de edad y su alumna.
Tras la graduación de las muchachas, Aoki se reúne por última vez con Rin y, después de que ésta le promete volver a verse cuando su relación sea legal, la besa por primera vez. Tras esto Aoki se marcha a trabajar a otra escuela a la que es transferido por sus superiores.
Rin Kokonoe (九重 りん Kokonoe Rin?)
Seiyū: Eri Kitamura
La protagonista. Una niña hiperactiva, a sus 7 años en el comienzo de la historia, marcada por el drama familiar que supuso la muerte de su madre y la ausencia de su padre. A pesar de contar con el apoyo emocional de Reiji, no duda en buscar la compañía y atención de su profesor, al proclamarse su novia el primer día de clase y encontrar su virginidad e inocencia como una brecha donde atacar continuamente.
Al principio se ve como una prueba que hace al maestro para ver si es de fiar; pero desde que se ganó su confianza se enamoró realmente de él; a partir de aquí ella busca ganarse (seduciéndolo) el amor de Aoki Daisuke, lo que a veces hace que adopte una actitud obsesiva y poco natural que incluso a ella misma asusta (incluso estuvo a punto de tirar por las escaleras a Houin Kyoko por verla como una dura rival); pero al ser una niña él no le presta atención de esa manera.
Rin es una niña con una personalidad anormalmente desinhibida, madura y decidida, producto de las fuertes vivencias de su pasado, por ello enfoca siempre todos sus esfuerzos en ayudar a sus seres queridos, para lo cual está dispuesta a llegar donde sea y hacer lo que sea, siendo así que acosó a su anterior profesor hasta retirarlo en venganza por sus malos tratos contra Usa y posteriormente se arriesgó a ser violada por el director para desenmascararlo como pederasta. Sin embargo, como se muestra en el manga, esta misma actitud la encadena de por vida a Reiji, quien constantemente la extorsiona emocionalmente para que no lo abandone, llegando por ello a intentar olvidar su amor por Aoki, pero gracias a la paciencia y comprensión de este, deciden entre ambos ayudar a Reiji a superar sus obsesiones.
Durante su último año en el colegio malinterpreta un beso de Hoin a Aoki creyendo que son pareja lo que la hace alejarse de él hasta que se entera de la verdad y vuelve a acercarse a él. Tras la graduación Rin hace prometer a Aoki que la esperará (ya que ambos se marchan a otros establecimientos) y a cambio ella lo buscará cuando tenga edad para poder estar juntos, esta es la única ocasión que Aoki ha permitido dejarse llevarse por sus sentimientos y la ha besado como a una mujer.
Tras haber pasado tres años de su graduación Aoki no tenía le valor para encararla ya que temía que tras haber madurado ella hubiera perdido el interés por él, pero Reiji arregla que ambos puedan reunirse, allí Aoki descubre que Rin no ha cambiado desde que se vieron y tras confrontar las inseguridades de ambos finalmente deciden convertirse en una pareja.
Kuro Kagami (鏡 黒 Kagami Kuro?)
Seiyū: Kei Shindō
Es una de las estudiantes de Aoki; quien a pesar de tener la misma edad de Rin y Usa, sus mejores amigas, aún tiene el aspecto de una niña de cinco años. Kuro desea ser la novia de Rin a pesar de los impedimentos que suponen su amistad y sexo. Odia con todas sus fuerzas a Aoki, por considerarle su rival amoroso, un mal profesor y en definitiva un idiota; sin embargo con el tiempo demuestra que en realidad sí aprecia a Aoki, siendo este trato a causa del sentido de competencia por el cariño de Rin.
De personalidad fuerte y agresiva, pone en evidencia a Aoki, aunque de una manera completamente opuesta a la de Rin; mediante el uso de la fuerza y destacando cuando considera oportuno su clara falta de experiencia como profesor y como persona, es normal que lo insulte abiertamente, llamándolo virgen o simplemente golpeándolo, cosa que le significó una llamada de atención de Shirai, aunque contraproducentemente esto despertó el amor de Kuro por ella, sin embargo también se debió a que posee un gran parecido a su poco presente madre. Con el tiempo, en el manga, se disgusta al saber que Shirai mantiene una relación con Oyajima, por lo que junto a Noriko se oponen a su relación, pero al ver que es algo genuino decide no ser un obstáculo, de la misma forma esta situación la haría más cercana con Noriko, refiriéndose a ella como una molestia, pero mostrando en realidad una preocupación fraternal.
Su personalidad y tendencia nace porque su padre se alejó siendo ella muy pequeña; su madre es una importante ejecutiva y carece de tiempo que dedicarle, lo que intenta compensar con regalos, dinero y cualquier capricho que Kuro desee. Es así como la muchacha creció con un fuerte y consentido carácter que le hace tener una opinión terrible sobre los hombres y apegarse a las mujeres, esto le trajo un conflicto cuando descubrió un mensaje que le hizo pensar que su consentidora madre tenía una relación de pareja, e intentando hacerla sufrir huyó de casa, pero lejos de lograr sus planes, esta fue la primera vez que fue castigada inflexiblemente, tomando su madre a partir de este momento una actitud más rígida y comprometida con ella y su crianza en el buen sentido.
Al final de la serie tras el salto de tiempo de tres años se ve como una joven de aspecto y desarrollo normal para su edad, que toma clases junto a Rin y Usa, cuidando a esta última, además de que ayuda a su madre con su tienda famosa y menciona que tal vez comience a modelar. Aunque aún conserva su personalidad y su "amor" hacia Rin, se muestra más serena y tal vez realista en cuanto a eso. También posee una larga amistad con Shirai y frecuentemente la va a visitar, al igual que a su bebé.
En el manga, su aspecto chibi es el de un pequeño gato negro de actitud violenta.
Mimi Usa (宇佐 美々 Usa Mimi?)
Seiyū: Mai Kadowaki
Es la chica tímida del grupo, acomplejada por su propio desarrollo físico inusual y desbordada mentalmente por su debilidad inherente. Es foco continuo de las burlas de sus compañeros, e incluso en ocasiones su desarrollo precoz es objeto de bromas por parte de sus amigas. Es la mejor de la clase en cuanto a notas, aunque ella desearía ser como Rin.
Fue el motivo por el que Rin atacó a su anterior profesor, ya que solía abusar verbalmente de Usa, hasta hacerla huir del colegio. Sin embargo, este no es el origen de su complejo; su padre es el único familiar que le tiene verdadero cariño, pero rara vez está en Japón, lo que deja a Usa en manos de su madre, quien lejos de demostrarle cariño no pierde oportunidad de recalcarle que es una molestia y que no se compara a su hermano, a quien sí aprecia a pesar de que él es alguien normal y de rendimiento ordinario, es por ello que su madre le niega cosas como una educación a la altura de su intelecto o permitirle gustos o pasatiempos ya que se niega a permitir que obtenga cosas para las que su hijo favorito no tiene el alcance o capacidad de obtener por sí mismo.
Muestra un gran cariño por Aoki, quien la convenció y le dio confianza para regresar al colegio, llegando a verlo como una figura paterna e incluso en ocasiones llamándolo accidentalmente daddy al igual como hace con su padre, por ello a veces muestra algo de molestia y decepción por no recibir de él las mismas muestras de cariño y elogios que da a Rin. Está enamorada de Reiji, aunque en principio lo oculta porque cree que es una especie de novio de Rin, sin embargo con el tiempo su amor por el joven se vuelve más y más intenso convirtiéndose en un soporte que le permite resistir su vida en casa.
Tras salir de primaria y saltar tres años la historia se le muestra como compañera de clases de Kuro, quien aún la cuida; aún en esta época sigue enamorada de Reiji y en ocasiones se citan, pero él le ha dejado en claro que la única mujer en su vida siempre será Aki; aun así, Usa se niega a darse por vencida y tiene fe que en el futuro podrá lograr algo. También le preocupa lo que piense Rin al respecto y teme que dicha relación pueda afectar a su amistad.
En el manga, su aspecto chibi es el de una pequeña coneja blanca con grandes anteojos.
Kyōko Hōin (宝院 京子 Hōin Kyōko?)
Seiyū: Ryōko Tanaka
Es la colega y senpai de Aoki. Le guía en todo lo que le es posible y deja que él comparta sus dudas y elucubraciones acerca de su trabajo como profesor. Aunque ella no le ve como un mero aprendiz, sino como una opción amorosa. Adora su ingenuidad y espera que tarde o temprano se convierta en su novio, a pesar de que Aoki es incapaz de ver en absoluto las intenciones de Hōin y eso la frena.
El tamaño de sus pechos son objeto de más de una broma, siendo apodada en el colegio Boin, una distorsión de su apellido, que es también una onomatopeya del sonido de los senos al balancearse y Mamá Melón en internet. En cierta forma, su físico la acompleja, especialmente después de hacerse costumbre comer lo que Oyajima prepara y subir dramáticamente de peso, perdiendo la estilizada figura que tuviera en un comienzo y no siendo capaz de recuperarla por casi tres años.
En los últimos capítulos del manga reúne el valor, se declara y besa a Aoki, ignorando que Rin los veía y creyó que mantenían una relación, sin embargo Aoki la rechazaría explicándole que ya amaba a alguien que le estaba prohibido aunque sin revelarle quién; por ello supuso que se trataba de una apoderada y tras eso se convencería que esta persona es Reiji ya que es el apoderado más cercano a Aoki, por lo que después de eso cree que Aoki es homosexual, razonando que es la única explicación lógica a que un hombre no se fije en ella.
Hacia el desenlace del manga, Hōin reconoce que aconsejar a los alumnos le ha mostrado que le gusta poder ayudar y guiar a los niños más que enseñarles, por ello decide tras el matrimonio de Shirai que ocupará su lugar para tener una mayor influencia en este aspecto dentro del colegio. Tres años después se ve que ha pedido tiempo libre en su trabajo y ha regresado a la universidad para cursar estudios que le permitan aspirar a mejores cargos en el colegio desde donde desea cambiar para mejor la vida de sus estudiantes.
Reiji Kokonoe (九重レイジ Kokonoe Reiji?)
Seiyū: Tomokazu Sugita
Reiji es el tutor legal de Rin tras la muerte de su madre. De pequeño tuvo constantes problemas con sus padres, lo que marcó su personalidad con odio y resentimiento ya que su violento padre solía golpearlo y su sumisa madre lo permitía, ambos morirían en un accidente de auto cuando él tenía 16 años, lo que a Reiji solo le causaría alivio.
Aki era la prima de Reiji, madre de Rin y único pariente que se interesó en su tutela, quien con tiempo y mucho esfuerzo logró que volviera a mostrar alegría, pero no logró erradicar el odio en su corazón. Sin embargo Reiji no sentía ese parecer y parentesco ya que quería a Aki como una mujer que lo viera como a hombre; finalmente se declaró y fue correspondido, a pesar de tener una diferencia de edad sobre seis años y ser menor de edad.
Todo se truncó con la enfermedad de Aki. Las vidas de Rin y Reiji cambiaron para siempre y se vieron marcadas por el suceso, aunque ambos fueron capaces de rehacer sus vidas; estrecharon lazos afectivos mutuos y desarrollaron una gran confianza en el otro. Rin no siente ninguna vergüenza con Reiji, no le considera un hombre, sino más bien un amigo y una figura fraternal. Reiji es constantemente sobreprotector, ya que Aki antes de morir le pidió que cuidara de Rin.
Sin embargo el plan de Reiji es casarse con Rin cuando tenga 16 años (edad legal en Japón para que una mujer se case), ya que ha comprendido que de adulta tendrá el mismo aspecto de su madre, por lo que desea que sea su reemplazo. Para ello no dudó en manipular los sentimientos de Rin para que no lo abandone y lo prefiera. Reiji desea la Rin adulta, la Aki que ve en ella, no la niña que es actualmente, y eso se ve en varias ocasiones a lo largo del manga, sin embargo, Aoki descubriría en una ocasión que aun así Reiji aprovechaba mientras Rin dormía para tocarla lo que le hacían llegar con marcas al colegio. Tras ser confrontado por Aoki, nacería en él el miedo a ser realmente un pederasta por lo que se moderaría a partir de ese punto y poco a poco comienza a cuestionarse sus actos y a respetar las decisiones de Rin.
Una diferencia sustancial entre el manga y el anime es la percepción que posee Reiji de sí mismo. Mientras que en el anime no se considera a sí mismo un adulto y se molesta al ser catalogado como tal; mientras que en el manga insiste en que ya es un adulto y que actúa como uno a pesar de que aún se comporta como niño; en ambas versiones es gracias a la intervención de Aoki que comprende que debe madurar. Reiji odia a Aoki porque le considera una especie de rival por el amor de Rin, además que duda de las intenciones del profesor, creyendo que es un pederasta (Aoki igual le profesa un gran odio considerándolo un pedófilo con Rin). En el manga, como una medida para que supere sus obsesiones, Aoki va a vivir una temporada con ellos y a pesar de no mejorar su convivencia, en realidad nace una amistad oculta entre el duro trato que ambos se demuestran.
En los últimos capítulos del manga Reiji ha aceptado la idea de que Rin no es un reemplazo de Aki y que seguramente estará con Aoki en el futuro, cosa que a la que se ha resignado. Sin embargo, ya que tras la muerte de Aki su única meta era cuidar de Rin en honor a ella, piensa que cuando la joven esté con Aoki no habrá nada que dé sentido a su vida por lo que ha comenzado a planear su suicidio para ese entonces. La víspera de la graduación de Rin sus inseguridades y traumas lo hacen derrumbarse nuevamente, pero Aoki sin saberlo le muestra que ha sido un ejemplo para Rin y que Aki estaría orgullosa de su esfuerzo lo que hace que abandone sus complejos e intenciones suicidas.
Después de tres años se ha convertido en un contador profesional y él mismo buscaría a Aoki para convencerlo que se reúna con Rin ya que ella aún lo espera, en esta ocasión reconocería ante Aoki que pensaba suicidarse, pero que tras el mensaje que este le enviara la víspera de la graduación reconociendo su labor, todas sus obsesiones y frustraciones habían desaparecido, por lo que estaba en deuda con él y lo consideraba el único a quien poder confiarle a Rin.
Sae Shirai (白井 紗江 Shirai Sae?)
Seiyū: Yōko Sōmi
Una mujer recatada y melindrosa, pero no carente de atractivo. Aunque inicialmente los niños no le agradaban demasiado, necesita el dinero de su oficio ya que ha decidido no depender de sus padres. Odia a Aoki por sus continuas sugerencias y su insistencia en pedir consejo, lo que desde su perspectiva se traduce como incompetencia, pero también porque representa todo lo opuesto al modo en que ella vive la vida, mostrando sus emociones, mezclando el trabajo con los sentimientos y aun así logrando resultados que a ella en el fondo le gustaría obtener.
El manga abre un pequeño paréntesis para hablar de ella. Su forma de vida está en conflicto con el ideal de sus padres, quienes la presionan para que se case, ya que creen que otra forma de vida es un fracaso social para una mujer. También se explica que fue una niña apartada y de carácter solitario, lo que la hace creer que algo de lo que tienen los demás falta en ella. Esto fue a causa de su elitista madre, quien la hizo alejarse en su niñez y adolescencia de chicas que no aprobaba como alguien con quien Shirai pudiera tener amistad, sin embargo, en la actualidad niega haberlo hecho y critica a su hija por no ser como el resto de gente ni haberse relacionado con otras chicas cuando joven.
Al final del tomo 3 del manga, Shirai reprende seriamente a Kuro por burlarse de la virginidad de Aoki, revelándose tácitamente como virgen ella misma a pesar de tener 30 años y despertando el interés de Kuro, quien encuentra a Shirai como un excelente modelo de comportamiento, la estima como una amiga, comparten forma de ser y odian por igual a Aoki. La molestia inicial de Shirai se convierte en aceptación y cariño cuando reconoce que tener una amiga así es lo que siempre quiso, sin embargo no le permite a la muchacha perder la diferencia entre ella y su madre. Al principio no le gustaba que la apodara Shiro ya que le suena informal, aunque esto es de forma cariñosa y también resulta en un juego de palabras al significar el color opuesto a su nombre (Shiro es "blanco" y Kuro es "negro").
Cuando las muchachas pasaron a quinto año, Shirai debía encargarse del curso, ya que su especialidad son los niños desde esta edad, pero Aoki presionaría para seguir con su curso y Shirai debió tomar un primer año, lo que la llevó a afrontar un estilo de enseñanza de primera infancia que jamás había experimentado y le significaba gran dificultad. Sin embargo, poco a poco esto despierta su lado humano y su calidad materna, especialmente con Noriko, una pequeña alumna que insiste en que la pasee en brazos.
Aunque por las experiencias de su infancia está convencida de no estar hecha para la vida de familia ni la maternidad, en el manga, tras la declaración de Oyajima, comprende su sinceridad y comienzan una relación que lentamente le hace salir de su aislamiento emocional y la lleva a desear una vida de pareja con él y la posibilidad de establecer un futuro como familia.
Tres años después se le ve con licencia postnatal, ya que acaba de nacer el primer hijo suyo y de Oyajima, llamado Aka, con quien ya viven como una familia, siendo aún una amiga cercana de Kuro.
Kenta Oyajima (小矢島 剣太 Oyajima Kenta?)
Seiyū: Yūichi Ishigami
Compañero de trabajo de Aoki y el mayor entre los profesores que aparecen en la serie, es claramente el más centrado de todos ellos, poseedor de una personalidad tranquila y positiva que aunada a su mayor experiencia humana y académica lo lleva a ser el mediador y consejero en los conflictos y discusiones de sus colegas.
Tiene como pasatiempo la cocina, por lo que es normal que lleve una bandeja en las manos con algo que acaba de preparar, siendo también el responsable en alguna medida del sobrepeso de Houin. Desde el comienzo de la serie se le ve como un personaje de fondo, pero en el manga a medida que avanza la historia gana profundidad y presencia en el seno de la misma.
Aunque en el anime menciona que está casado y tiene una hija, en el manga se muestra soltero y enamorado profundamente de Shirai, a quien después de tres años de iniciada la historia reúne el valor para declarar su amor, mostrando la paciencia y comprensión necesaria para sobrellevar las inseguridades y trabas que ella muestra, logrando que se convierta en su pareja y en los más recientes capítulos ha logrado también que supere su miedo y reconozca querer formar una familia junto a él.
Tres años después se le ve como esposo de Shirai, con quien acaban de convertirse en padres de un niño varón, mientras él posee la misma personalidad de siempre.
Aki Kokonoe (九重 秋 Kokonoe Aki?)
Seiyū: Yuri Amano
Era la madre de Rin, una hermosa mujer de carácter dulce y sosegado. El drama llegó a su vida cuando quedó embarazada de Rin y su novio le exigió que abortara (ya que fue catalógado de alto riesgo, en el cual Aki podría morir), por lo que decidió tenerla y criarla ella sola, viviendo ambas en un pequeño departamento y manteniéndose gracias al trabajo de Aki.
Tras cinco años asumiría la tutela de Reiji, su primo de 16 años, en quien vio tremendas heridas emocionales y con quien iniciaría una relación a pesar de ser un menor de edad. Sin embargo, en un capítulo dedicado a ella en el manga reconoció que en realidad no amaba a Reiji, sino que mantenía esta relación con él para no causarle más dolor y porque era la única forma que podía pensar para intentar curar su corazón resentido y falto de amor.
Tras algún tiempo viviendo juntos, se le detectó un cáncer de pulmón, el cual ya había hecho metástasis, por lo que se negó a recibir un tratamiento ya que el coste era suficientemente alto como para mantener a Rin por tres años con esa suma. Al fallecer le hizo prometer a Reiji que cuidaría a Rin, por lo que este tomó la tutela de la niña.
Enishi Kamihara (神原 縁 Kamihara Enishi?)
El exmarido de Aki y padre biológico de Rin. Un ejecutivo que se separó de Aki tras saber que ella prefería tener a su hija a costa de su vida, pero él no quería responder si ella llegase a morir, diciendo que no sabría qué hacer con un bebé. Es un tipo cínico y malhumorado, trató de demandar a Reiji para quedarse con la potestad de Rin a pesar de que nunca la buscó por 9 años ni tampoco le interesó saber sobre Aki, aunque suponía que había fallecido, pero no que fue luego de un par de años después de dar a luz. Tuvo una fuerte discusión con Reiji, el cual se negó completamente a que tuviera algo que ver con Rin, luego de todos los problemas que tuvo con él y con Aoki, este parecía comprender que ella estaría bien sin él, luego de que ella decidió quedarse con Reiji, la corte falló a favor de él y finalmente se decidió alejar completamente de Rin.
Chika Aoki (青木千夏 Aoki Chika?)
Seiyū: Ayahi Takagaki
La hermana menor de Daisuke, en contraposición con su hermano es más atrevida, debido a la infancia complicada que tuvo por su hermano, siempre 'tratando' de evitarla, pero siempre llegaban personas a preguntarle por su hermano, cosa que ella no tenía la intención de responder. Luego de que su hermano se fue a la universidad de Tokio, estuvo sola, según sus propias palabras, extrañaría a su hermano, pero finalmente maduró. Durante su aparición en el manga original (adaptado en el OVA Natsu no Jikan), ella ayudó a Mimi a solucionar sus problemas con sus periodos para poder entrar a nadar, también tenía la intención de acercar a su hermano a Hōin, pero falló, cosa que produjo la tristeza de Hōin, que luego de pasarse de copas la confunde con Daisuke y la besa por error. Después de que se despiden no vuelve a aparecer, aunque tiene dos especiales para Hōkago, titulados "Hora de la Hermana Blanca" y "Hora de la Hermana Negra".
Nogita (野木田?)
Seiyū: Tomo Shigematsu
La maestra de la clase 1 de primer grado (luego pasa a ser la de segundo grado). Una pervertida mujer que a la vez es tierna, es quien cuidó y ayudó a Rin luego de la muerte de su madre, aunque ésta al principio no sabía la causa, se comprometió en lograr que Rin volviese a sonreír, aunque falló muchas veces―incluso creyó tener la culpa de eso―siguió intentándolo hasta que finalmente lo logró y le hizo ver a Rin que a pesar de todo, ella siempre estará ahí para ella. A pesar de su personalidad, es una buena persona que trata de ver lo mejor en los demás, incluida Shirai. Frecuentemente graba a sus alumnas evaluando su comportamiento, aunque también lo hace de manera descarada para ver lo «tiernas que son», incluso molesta a otras chicas como Hōin (cuando es recién ingresada).
Noriko (紀子?)
Una pequeña niña de cabello claro y actitud algo descarada de la clase 1 de primer grado. Cuando Aoki pidió continuar con la tutela del curso al pasar sus alumnas a quinto año Shirai, quien debía haberlas tomado originalmente, fue reasignada a un primer año donde conocería a Noriko. En este curso los niños eran demasiado inocentes para comprender las técnicas disciplinarias de Shirai y lejos de temerle ella solo despertaba su curiosidad, sin embargo quien llegaba al extremo era Noriko, que desde el primer momento quedó encantada con la profesora a quien en todo momento buscaba para que la llevara en su espalda o en brazos y ante quien Shirai era incapaz de expresar enojo o molestia, por lo que solo se resignaba a complacerla.
Cuando su profesora comenzó una relación con Oyajima, ella y Kagami no se mostraron de acuerdo con esto y en un comienzo decidieron evitar que estuvieran juntos, sin embargo al ver el amor entre ambos aprobaron a Oyajima como pareja para ella. Tras este episodio a pesar de que en muchas ocasiones Kagami se queja sobre Noriko en el fondo despierta en ella un sentimiento fraternal, aunque la apodase Chibi que significaría "enana" o "pequeña", siendo la seguridad de la pequeña y sus compañeras lo que llevó a Rin y sus amigas a arriesgarse para desenmascarar al pervertido director pederasta.
Chuck (チャック Chakku?)
Es el oso Teddy de Rin Kokonoe; le fue regalado por su madre Aki. Su principal motivo en aparecer puede ser por escenas eróticas con un toque de comedia, con excepción de los flashbacks.

## Adaptaciones

### Manga
Fue escrito e ilustrado por Kaworu Watashiya, el primer capítulo de dos partes "piloto" fue publicado por primera vez en la revista mensual Comic High! por Futabasha el 2 de marzo del 2004, la recepción fue tan buena que la creadora volvió a trabajar el título para una historia completa. El primer capítulo oficial fue publicado el 22 de mayo de 2005 por los mismos medios, mientras que el primer tankōbon, fue publicado el 12 de diciembre de 2005. Su serialización tuvo una suspensión, indeterminada en su momento, por lo cual el manga dejó de publicarse el 22 de mayo de 2005 y finalmente pudo volver a serializarse el 22 de abril de 2013. El manga terminó el 21 de abril de 2013, cuenta con 13 volúmenes con un total de 93 capítulos.
Digital Manga licenció la serie para su publicación en Norteamérica y originalmente planeaba publicar su formato ómnibus bajo su Project-H impreso, Digital Manga después lanzó un Kickstarter para publicar la serie en cinco volúmenes de ómnibus y uno adicional bajo su recién lanzado PeCChi impreso, el proyecto obtuvo su meta de 157.000 dólares el 3 de julio del 2016, de igual forma retuvo las fechas de estreno para la serie como aún para ser determinada. En total, los proyectos obtuvieron 185.726 dólares, haciéndolo el proyecto más recaudado de novelas gráficas iniciando con Kickstarter.
Además de la serie principal, salieron otros tankōbon especiales, uno hecho por la misma autora en su totalidad, denominado Kodomo no Jikan - Hōkago (こどものじかん　ほかご?  lit. Kodomo no Jikan - Después de clases), el cual también incluía una especie de epílogo del último capítulo de la historia principal, con un total de 22 capítulos (al cual la revista Comic High! le añadió bajo la portada una página del capítulo 5 del manga principal, "Hora de la Inversión de Sexos"), lanzado el 12 de junio de 2013. El segundo es Kodomo no Jikan: Official Parody (こどものじかん オフィシャルパロディ?  lit. Kodomo no Jikan: Parodia Oficial), bajo el subtítulo Recuerdo de la graduación - Antología (卒業記念文集 Sotsugyō Kinen Bunshū?), publicado en la 2012 Winter, con un total de 27 capítulos, el cual es una recopilación de dōjinshi hechos por distintos autores cada capítulo, revisado por Watashiya, la cual también decidió añadirle uno de sus capítulos realizados para Hōkago. Otros fueron Kodomo no Jikan Fanbook (こどものじかん ファンブック?), publicado del 27 de octubre al 27 de noviembre de 2007, Kodomo no Jikan: Anime no Himitsu (こどものじかん あにめのひみつ?) de noviembre del 2008 y Kodomo no Jikan: Shōsetsu-ban (こどものじかん 小説版?) del 12 de enero del 2012, este último, escrito por Rika Nakaze con arte de Kaworu Watashiya.
| Volumen               | ISBN                                                                                | Fecha de publicación en Japón | Capítulos |
| --------------------- | ----------------------------------------------------------------------------------- | ----------------------------- | --------- |
| 01                    | ISBN 4-575-83177-8                                                                  | 12 de diciembre de 2005       | 01-07     |
| 02                    | ISBN 4-575-83261-8                                                                  | 12 de agosto de 2006          | 08-14     |
| 03                    | ISBN 4-575-83328-2                                                                  | 10 de febrero de 2007         | 15-21     |
| 03 (Edición especial) | ISBN 4-575-83333-9                                                                  | 10 de febrero de 2007         | 15-21     |
| 04                    | ISBN 4-575-83405-X                                                                  | 12 de septiembre de 2007      | 22-28     |
| 04 (Edición especial) | ISBN 4-575-83383-5                                                                  | 12 de septiembre de 2007      | 21-28     |
| 05                    | ISBN 978-4-575-83512-0 (edición estándar) ISBN 978-4-575-83556-4 (edición especial) | 11 de julio de 2008           | 29-35     |
| 06                    | ISBN 978-4-575-83571-7 (edición estándar) ISBN 978-4-575-83556-4 (edición especial) | 21 de enero de 2009           | 36-42     |
| 07                    | ISBN 978-4-575-83645-5                                                              | 10 de julio de 2009           | 43-50     |
| 08                    | ISBN 978-4-575-83766-7                                                              | 12 de mayo del 2010           | 51-57     |
| 09                    | ISBN 978-4-575-83861-9 (edición estándar) ISBN 978-4-575-83809-1 (edición especial) | 21 de enero del 2011          | 58-64     |
| 10                    | ISBN 978-4-575-83914-2                                                              | 10 de junio del 2011          | 65-71     |
| 11                    | ISBN 978-4-575-84015-5                                                              | 12 de enero del 2012          | 72-78     |
| 12                    | ISBN 978-4-575-84126-8                                                              | 12 de septiembre del 2012     | 79-85     |
| 13                    | ISBN 978-4-575-84246-3                                                              | 12 de junio del 2013          | 86-93     |

### Anime
Fue dirigido por Eiji Suganuma y producido por Studio Barcelona fue estrenado el 11 de octubre de 2007 por Chiba TV, pero por dos canales de televisión—TV Saitama y Mie TV— se canceló su transmisión y se le dio un final pronto a la serie. Previo al estreno de la serie, el 12 de septiembre se estrenó un OVA de 30 minutos de duración, disponible en la página oficial de la serie y en la edición especial del 4° volumen del manga. En enero de 2009 se anunció una nueva serie de cinco OVAs tituladas Kodomo no Jikan Ni Gakki, que es la secuela de la serie de anime, en donde las tres protagonistas cursan el cuarto grado. Las OVAS son lanzadas en DVD para evitar la censura que ocurrió con la serie animada cuando fue transmitida en la TV japonesa.

### OVAs
El envoltorio del volumen 8 del manga de Watashiya Kaworu, vino con un anuncio de una adaptación al anime en camino. Earl.Box informó también de la inclusión de una edición limitada del volumen siguiente en enero de 2001. Por consiguiete salieron las siguientes OVAs:
Kodomo no Jikan: Yasumi Jikan ~Anata ga Watashi ni Kuretamono~ (こどものじかん やすみじかん 〜あなたがわたしにくれたもの〜 Kodomo no Jikan: Hora de las buenas noches ~Tú me diste eso~?).
Kodomo no Jikan: Ni Gakki (こどものじかん ２学期 Kodomo no Jikan: 2° período [escolar]?).
Kodomo no Jikan: ~Kodomo no Natsu Jikan~ (こどものじかん ～こどものなつじかん～ Kodomo no Jikan: ~Hora del verano de los niños~?), con tres partes, cual última es también llamada Kodomo no Jikan: Dai San Ki (こどものじかん 第３期 Kodomo no Jikan: 3er. Tiempo?), esta OVA narró el viaje que realizó Aoki junto con Hōin y las niñas a su ciudad natal. Aparece como nuevo personaje la hermana de Aoki, Chika.

### Audio Drama
Una radio de internet llamada Kojika Radio (こじからじお?), alojada por Lantis Web Radio, Beat Net Radio! y el sitio oficial de Kodomo no Jikan. Originalmente tuvo una pre-transmisión el 31 de agosto del 2007. Tuvo tres anfitrionas—Eri Kitamura, Kei Shindō y Mai Kadowaki, quienes interpretaron a Rin Kokonoe, Kuro Kagami y Mimi Usa en el anime, respectivamente—y fue producido por Bandai Visual y Lantis. Este show fue hecho principalmente para promover la versión del anime. Un CD titulado Kojika Radio on CD: ~Aki no Ensoku Hen~ (こじからじお on CD ～秋の遠足編～?) fue lanzado por Lantis el 21 de noviembre de 2007. Este contiene los opening y ending, además de otras siete pistas del show de la Radio de Internet. También, un CD drama fue lanzado el 9 de enero del 2008 por Lantis.

### Temas musicales
| Opening - Título: Rettsu! Ohime-sama Dakko (れっつ！おひめさまだっこ?) Interpretado por: Eri Kitamura, Kei Shindō, y Mai Kadowaki Episodios: 1 al 11 (el 12 no tiene), OVA 3 - Título: Otome Chikku Shoshinsha dēsu (オトメチック初心者でーす?) Interpretado por: Eri Kitamura, Kei Shindō, Mai Kadowaki Episodio: OVA 1 - Título: Guilty Future (Guilty Future?) Interpretado por: E-RImix, Ai * Mei Gui Episodios: OVA 2 (Partes 1 y 2) - Título: Sakubō -Michikake- (朔望 -ミチカケ-?) Interpretado por: Ai * Mei Gui Episodios: OVA 2 (Parte 3) | Ending - Título: Hanamaru☆Senseishon (ハナマル☆センセイション?) Interpretado por: Little Non Episodios: 1-5, 7-11 - Título: Yasashī (やさしい?) Interpretado por: Chata Episodio: 6 - Título: Otome Chikku Shoshinsha dēsu (オトメチック初心者でーす?) Interpretado por: Eri Kitamura, Kei Shindō, Mai Kadowaki Episodio: 12 - Título: Aijō◎Edukeishon (愛情◎エデュケイション?) Interpretado por: Little Non Episodios: OVA 1 - Título: 1,2,3 Day (1, 2, 3 Day?) Interpretado por: Little Non Episodios: OVA 2 (Partes 1 y 2) - Título: Yoridori Purinsesu (よりどりプリンセス?) Interpretado por: Kitamura Eri, Kadowaki Mai Episodios: OVA 2 (Parte 3) |

CD Drama
- Título: Naisho de Pippī (ないしょでぴっぴー?)

Interpretado por: Eri Kitamura
- Título: Rin no Hitorigoto (りんのひとりごと Monólogos de Rin?)

Interpretado por: Eri Kitamura
- Título: Otome Daisensō (おとめ大戦争?)

Interpretado por: Kei Shindō
- Título: Kuro no Hitorigoto (黒のひとりごと Monólogos de Kuro?)

Interpretado por: Kei Shindō
- Título: Megane Mitsuami Koi no Jama? (メガネミツアミ恋のじゃま？?)

Interpretado por: Mai Kadowaki
- Título: Mimi no Hitorigoto (実々のひとりごと Monólogos de Mimi?)

Interpretado por: Mai Kadowaki

## Influencias
La serie presenta algunas alusiones a otras obras literarias y telenovelas, así como a empresas e instituciones conocidas. Entre estas, cabe destacar una cierta comparación, evidenciada en algunas referencias, entre Alicia en el país de las maravillas y la relación que se plantea entre Aoki y Rin (en Japón, es una de las más prominentes historias del género Lolicon). Igualmente, la historia también ha sido vinculada a la novela Lolita. 

También existen influjos vinculados de modo más exclusivo con la cultura japonesa, como el juego de palabras entre el nombre de Kuro y el color de las rosas que comparte con Shirai (que sirve de demostración de que la relación estaba planteada de antemano, luego el nombre del hijo de Shirai es Aka) o el hecho de que el manga comparte nombre completo con otro manga, de carácter Hentai, que tiene como argumento la vida de una adolescente sometida al chantaje emocional de un grupo de amigos. En ocasiones se menciona y se hace referencia a un anime llamado "Bishōjo Senshi Saint Rose", muy probable referencia a Bishōjo Senshi Sailor Moon. También, la escritura de los títulos de los capítulos en kana se ha considerado un recurso para generar significados ambiguos o de doble sentido, este es el caso del OVA, que se puede interpretar como "me entrego a ti" o "te entrego esto", lo mismo ocurre con muchos diálogos, sobre todo por parte de Rin.

## Crítica y controversia

### En Japón
En su país de origen también fue motivo de críticas, las cuales causaron la finalización abrupta del anime, con un final totalmente distinto al original, teniendo que reducirse a OVAs directas al DVD para evitar la censura que pudieran requerir su transmisión por la TV, a pesar de que ya había sido censurado de origen tanto en diálogos como en escenas, tuvo que adelantar su final a uno que no fue bien recibido por parte de la audiencia. En una noticia oficial, TV Saitama informó que su decisión fue fuertemente influenciada por la (entonces) reciente captura de Takayuki Hosoda, un notorio pornógrafo infantil japonés, quien reveló ser un sub-director de una escuela. Algo similar sucedió con el manga, el cual se suspendió por parte de la publicadora sin dar motivos por más de cinco años, aunque en 2013—para sorpresa de la autora, incluso—fue impreso en la portada de su revista Comic High!, con lo cual, la autora pudo continuar hasta culminar su trabajo. También, debido a su temática, el manga ha sido el objetivo de muchos Dōjinshi, de los cuales, la mayoría son de carácter Hentai explícito.

### En el resto del mundo
Kodomo no Jikan originalmente fue licenciado para su distribución en Norteamérica en 2006 por la compañía Seven Seas Entertainment de Los Ángeles, el primer volumen del manga fue publicado a principios del 2007. De acuerdo con Futabasha, el título de Nymphet fue seleccionado para la versión en inglés como una sugerencia—y luego insistencia—de la creadora original, Kaworu Watashiya. El manga, como era de esperarse, pronto fue víctima de controversia después de las preguntas hechas sobre si era apropiado para la audiencia Norteamericana. En un escrito, el presidente de Seven Seas Entertainment, Jason DeAngelis, observó a "unos que discutían de nuevo que Nymphet parecía empezar a perturbar por la relación entre dos personajes en la historia, denominados como una estudiante de primaria y un maestro adulto" y decidió retrasar la publicación del manga, así que él quiso "tener un diálogo abierto con la enorme cadena de librerías y otros vendedores". El título fue sub-secuentemente abandonado como resultado de estos asuntos, con DeAngelis diciendo que "no fue apropiado para Seven Seas publicar Nymphet", y dijo que podría cancelar la publicación del manga.
En un segundo intento de retomar Nymphet, DeAngelis explicó algunas de las razones sobre la decisión de cancelar la serie. Él afirmó que, "mi principal razón para cancelar Nymphet fue debido a mi reciente realización que los próximos volúmenes en la serie pueden no ser considerados apropiados para el mercado estadounidense por algún estándar razonable". De hecho, también citó que, "los vendedores comenzaron a cesar sus órdenes de cualquier lado, así que esa opinión le dio importancia de llegar muy censurada". Específicamente, DeAngelis afirmó que, durante su revisión de las antologías de Kodomo no Jikan, él descubrió contenido que consideró altamente inadecuado como para publicarse.
El 7 de junio del 2007, Kaworu Watashiya posteó una entrada de blog sobre la controversia de Kodomo no Jikan en Estados Unidos. Ella comentó que, "Lo que vi en los 'debates del volumen 2 y los próximos' me hicieron notar las diferencias entre las culturas de los países". La autora quiso citar instancias en los siguientes volúmenes, que mostraban relaciones íntimas entre primos (Reiji y Aki) y una escena de baño con una niña y un adulto, llegando a decir que, "mis sinceros pensamientos: 'Esto es desafortunado, pero ¿qué puedo hacer?'".
El editor de manga Toren Smith, comentó una entrada a favor de su contenido, acusando a la gente que apoya el escenario de género inverso como en Negima! Magister Negi Magi de ser hipócrita.